# Kabinett Rutte I

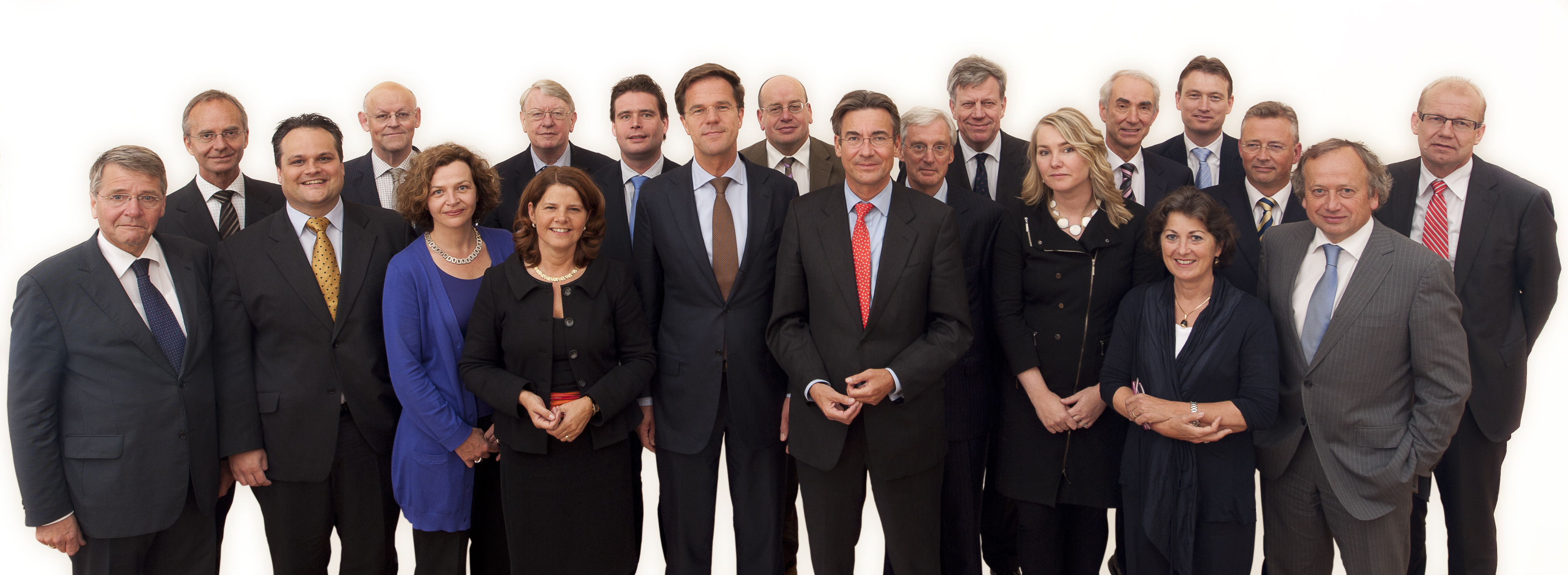
Das Kabinett im Oktober 2010

Das Kabinett Rutte I war vom 14. Oktober 2010 bis zum 5. November 2012 die Regierung der Niederlande. Nach seinem Rücktritt am 23. April 2012 war das Kabinett noch geschäftsführend im Amt, bis nach der Parlamentswahl am 12. September 2012 das Kabinett Rutte II die Regierung übernahm.
Das Kabinett war eine Minderheitsregierung aus der rechtsliberalen VVD und dem CDA, toleriert von der PVV. Die Koalition verfügte zusammen mit der PVV über 76 von 150 Mandaten in der Zweiten Kammer des niederländischen Parlaments. Am 8. Oktober 2010 übertrug Königin Beatrix Mark Rutte, dem Spitzenkandidaten der VVD, die Regierungsbildung, nachdem die drei beteiligten Parteien und Fraktionen den Koalitions- und Duldungsverträgen zustimmten.

Am 23. April 2012 reichte der Ministerpräsident Mark Rutte bei Königin Beatrix den Rücktritt seiner Regierung wegen eines Streits über Haushaltskürzungen im Zuge der Eurokrise ein. Diese Haushaltsverhandlungen wurden nicht von der PVV unterstützt, wodurch die Minderheitsregierung keine Mehrheit für die Verhandlungen erhielt. Die Sparpläne wurden schließlich am 26. April 2012 durch die Regierungsparteien sowie die oppositionellen Parteien D66, GroenLinks und die ChristenUnie abgesegnet, welche zusammen eine Mehrheit in der Zweiten Kammer haben.
Im Vergleich zur Vorgängerregierung Balkenende IV wurde die Regierung von 27 auf 20 Minister und Staatssekretäre verkleinert:
- Das Ministerium für Landwirtschaft, Natur und Lebensmittelqualität wurde mit dem Wirtschaftsministerium zum Ministerium für Wirtschaft, Landwirtschaft und Innovation zusammengelegt.
- Das Ministerium für Wohnungswesen, Raumordnung und Umweltschutz und das Ministerium für Verkehr und Wasserwirtschaft wurden zum Ministerium für Infrastruktur und Umwelt zusammengelegt.
- Das Justizministerium wurde um Sicherheitsabteilungen aus dem Innenministerium vergrößert.
- Die Funktionen der Minister ohne Geschäftsbereich für Entwicklungszusammenarbeit und für Jugend und Familie wurden aufgelöst.
- Das Amt des Ministers ohne Geschäftsbereich für Wohnen, Ausgrenzung und Integration war für die Bereiche Immigration und Asyl zuständig.

## Minister
| Ministerium/Amt                                            | Minister | Minister                                                                   | Partei | Bemerkungen                    |
| ---------------------------------------------------------- | -------- | -------------------------------------------------------------------------- | ------ | ------------------------------ |
| Ministerpräsident, Minister für allgemeine Angelegenheiten |          | Mark Rutte                                                                 | VVD    |                                |
| Minister für Wirtschaft, Landwirtschaft und Innovation     |          | Maxime Verhagen                                                            | CDA    | Vizepremier                    |
| Minister für Inneres und Überseegebiete                    |          | Piet Hein Donner bis 16. Dezember 2011 Liesbeth Spies ab 16. Dezember 2011 | CDA    |                                |
| Minister für auswärtige Angelegenheiten                    |          | Uri Rosenthal                                                              | VVD    |                                |
| Minister für Verteidigung                                  |          | Hans Hillen                                                                | CDA    |                                |
| Minister für Finanzen                                      |          | Jan Kees de Jager                                                          | CDA    |                                |
| Minister für Immigration und Asyl                          |          | Gerd Leers                                                                 | CDA    | Minister ohne Geschäftsbereich |
| Ministerin für Infrastruktur und Umwelt                    |          | Melanie Schultz van Haegen                                                 | VVD    |                                |
| Ministerin für Bildung, Kultur und Wissenschaft            |          | Marja van Bijsterveldt                                                     | CDA    |                                |
| Minister für Soziales und Arbeit                           |          | Henk Kamp                                                                  | VVD    |                                |
| Minister für Sicherheit und Justiz                         |          | Ivo Opstelten                                                              | VVD    |                                |
| Ministerin für Gesundheit, Wohlbefinden und Sport          |          | Edith Schippers                                                            | VVD    |                                |

## Staatssekretäre
| Amt                                                                                          | Staatssekretär | Staatssekretär                 | Partei | Bemerkungen |
| -------------------------------------------------------------------------------------------- | -------------- | ------------------------------ | ------ | ----------- |
| Staatssekretär für Entwicklungszusammenarbeit und die Angelegenheiten der Europäischen Union |                | Ben Knapen                     | CDA    |             |
| Staatssekretär für Landwirtschaft                                                            |                | Henk Bleker                    | CDA    |             |
| Staatssekretär für Finanzen                                                                  |                | Frans Weekers                  | VVD    |             |
| Staatssekretär für Infrastruktur und Umwelt                                                  |                | Joop Atsma                     | CDA    |             |
| Staatssekretär für Bildung, Kultur und Wissenschaft                                          |                | Halbe Zijlstra                 | VVD    |             |
| Staatssekretär für Soziales und Arbeit                                                       |                | Paul de Krom                   | VVD    |             |
| Staatssekretär für Sicherheit und Justiz                                                     |                | Fred Teeven                    | VVD    |             |
| Staatssekretär für Gesundheit, Wohlfahrt und Sport                                           |                | Marlies Veldhuijzen van Zanten | CDA    |             |